# Sasak (Sasak Ranah Pasisie)
Sasak is een bestuurslaag in het regentschap West-Pasaman van de provincie West-Sumatra, Indonesië. Sasak telt 13.233 inwoners (volkstelling 2010).